# Franciszka Czerniewicz-Nalepa
Franciszka Czerniewicz-Nalepa (ur. 1910) – polska „Sprawiedliwa wśród Narodów Świata”.

## Życiorys
W trakcie II wojny światowej, w październiku 1942 r., przygarnęła pod swój dach Żyda Maxa Czerniewicza. Pracowała wówczas jako praczka w Krakowie. Żyd zaś był uciekinierem z miejscowego getta, z którego zbiegł w obawie przed Niemcami. Był też pracodawcą Franciszki przed wojną. Kobieta bez wahania przygarnęła go do swego mieszkania na przedmieściach miasta i przez dwa lata dzieliła się z nim swoim ciężko zarobionym chlebem ukrywając jego obecność przed sąsiadami i rodziną. Dzięki jej zaangażowaniu Max przetrwał wojnę. Po jej zakończeniu para wzięła ślub. 
25 października 1985 r. Instytut Jad Waszem uhonorował Franciszkę Czerniewicz-Nalepę medalem „Sprawiedliwy wśród Narodów Świata”.